# Moho de Bishop
La moho de Bishop, és una espècie d'ocell extinta del gènere Moho, que només habitava l'illa de Molokai, en Hawaii. El segon baró de Rothschild, Lionel Walter Rothschild, li va donar el seu nom en honor de Charles Bishop, el fundador del Bishop Museum d'Hawái.

## Descripció
Aconseguia una longitud de 29 centímetres, i la seva cua aconseguia els 10 centímetres de llarg. El plomatge era de color negre amb plomalls grocs en la barbeta, sota les ales i de les cobertores menors.

## Expansió
Aquesta espècie era endèmica dels boscos muntanyencs de l'Est de l'illa Molokai.

## Comportament
Poc es coneix del seu comportament, però se sap que s'alimentava preferentamente del nèctar de les flors del gènere de les lobèlies hawaianes.

## Extinció
Les raons de la seva extinció van ser probablement la destrucció del seu hàbitat natural per la desforestació, la caça per mamífers introduïts per l'home i les malalties d'aus. També se'ls va caçar pel seu plomatge, amb el qual es produïen capes per a la noblesa hawaiana, i, en dimensions menors, per la seva carn.